# Battaglia del ponte di Goito

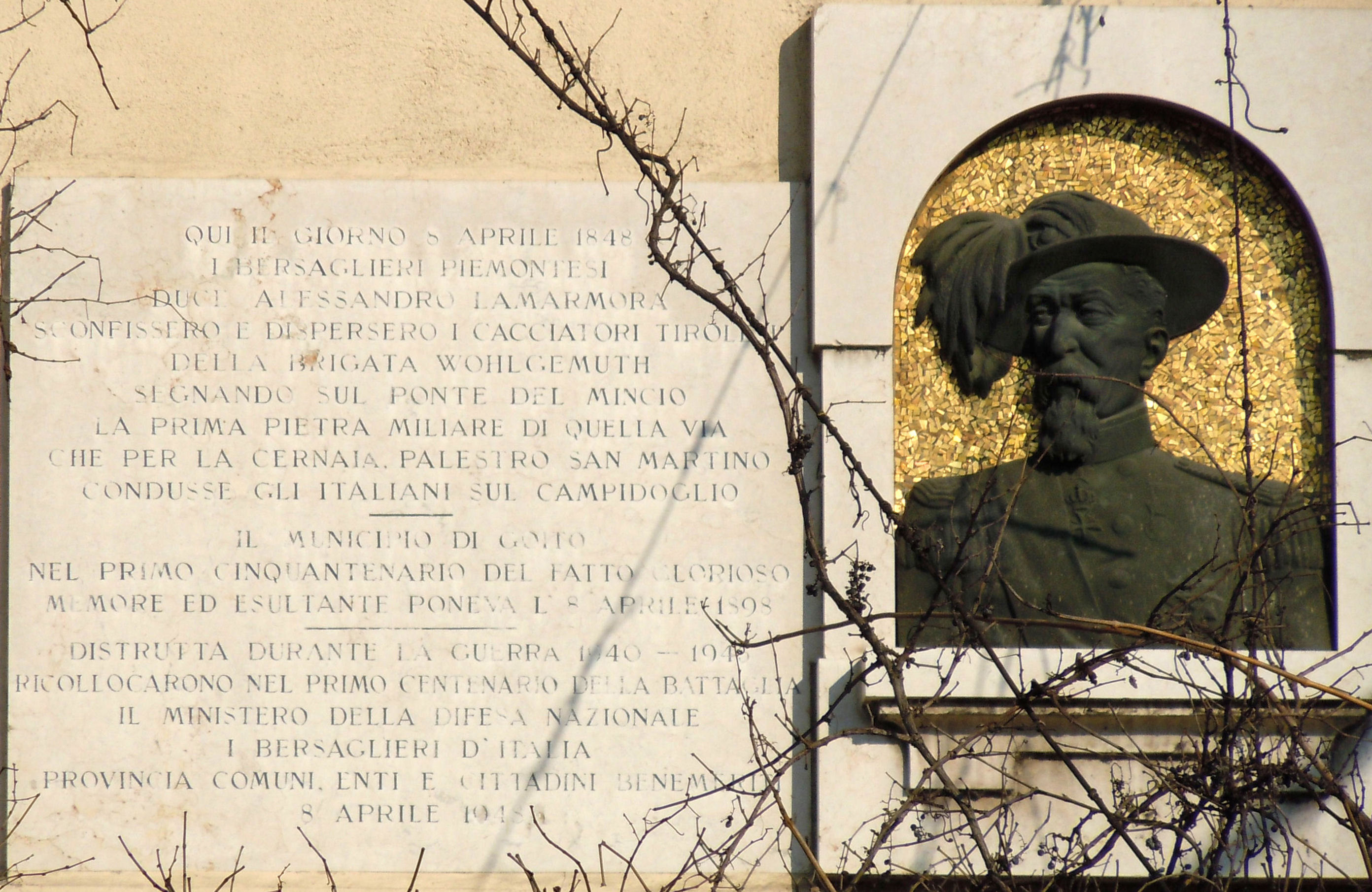
Goito: lapide in onore di Alessandro La Marmora.

La battaglia del ponte di Goito o combattimento del ponte di Goito (per distinguerla dalla battaglia di Goito del 30 maggio 1848) si svolse l'8 aprile 1848 e fu il primo vero scontro nell'ambito della prima guerra di indipendenza italiana fra piemontesi e austriaci.
Fu anche la prima battaglia a cui partecipò il corpo piemontese dei bersaglieri.

## Gli antefatti
Dopo le cinque giornate di Milano e la dichiarazione di guerra del Regno di Sardegna all'Austria, l'esercito di re Carlo Alberto di Savoia aveva attraversato il Ticino entrando nel Lombardo-Veneto alla fine del marzo 1848. Le truppe piemontesi erano distribuite in due Corpi d'armata che seguivano gli austriaci in ripiegamento verso le fortezze del Quadrilatero: il 1º corpo d'armata, guidato dal generale Eusebio Bava e il 2° comandato dal generale Ettore De Sonnaz.
L'8 aprile quasi tutto l'esercito austriaco, comandato dal generale Josef Radetzky, si era ritirato sulla sponda sinistra del Mincio, lasciando a guardia dei ponti di Goito, Valeggio e Monzambano alcune truppe per ostacolare l'avanzata nemica.

## La battaglia

### Le forze in campo
Fu il generale Bava che di sua iniziativa stabilì che si dovesse prendere subito Goito incolonnando alle 7 di mattina la 1ª Divisione del generale Federico Millet d'Arvillars sulla strada che da Gazoldo conduce a Goito e poi al suo ponte sul Mincio.
L'avanguardia della divisione era formata da un plotone di cavalleria, dalla compagnia di bersaglieri del capitano Giuseppe Muscas, da un distaccamento del Genio, da 300 uomini di Real Navi del maggiore Alli Maccarani, da una sezione della 6ª batteria di artiglieria e dalla compagnia dei volontari mantovani del capitano Saverio Griffini. Seguiva in testa al grosso la Brigata “Regina”, poi il resto della divisione.
A Goito era presente una sola compagnia di Cacciatori tirolesi, i Kaiserjäger, ma nelle case oltre il ponte sul Mincio vi erano altre 5 compagnie con 4 pezzi d'artiglieria, e altre 5 compagnie con 2 pezzi tra Marengo e Marmirolo. In totale dai 3 000 ai 3 500 uomini appartenenti alla brigata del generale austriaco Ludwig Freiherr von Wohlgemuth.

### Lo scontro

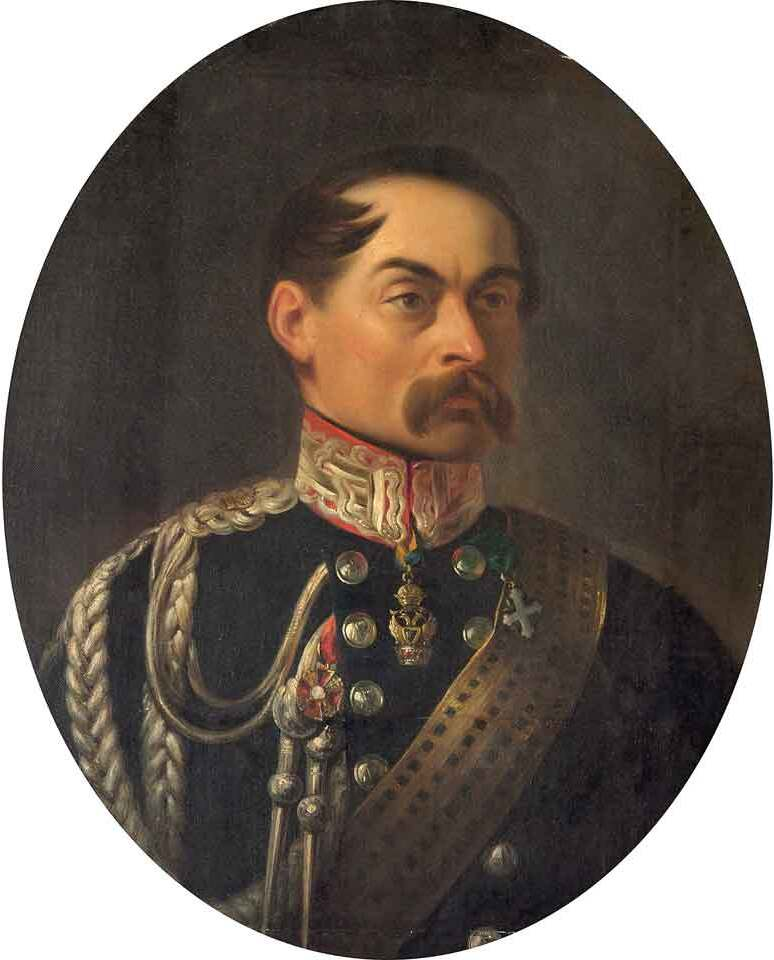
Il generale Federico d'Arvillars fece suonare l'inno piemontese durante la battaglia.

L'avanguardia della 1ª Divisione piemontese urtò contro le forze austriache tra le 8 e le 9 dell'8 luglio in vista di Goito. I bersaglieri della compagnia di Griffini e il drappello di cavalleria attaccarono i Kaiserjäger che erano a guardia dell'ingresso al paese e «rapidamente li fugarono».
In testa ai bersaglieri che penetrarono a Goito, il colonnello Alessandro La Marmora fu ferito gravemente alla mascella. Gli austriaci avevano minato il ponte e volevano farlo saltare all'ultimo momento, ma per la crescita del fiume dovuta alle piogge, l'esplosivo era diventato inservibile. Dovettero così prepararne di nuovo e il lavoro era quasi finito quando cominciò l'attacco dei piemontesi.

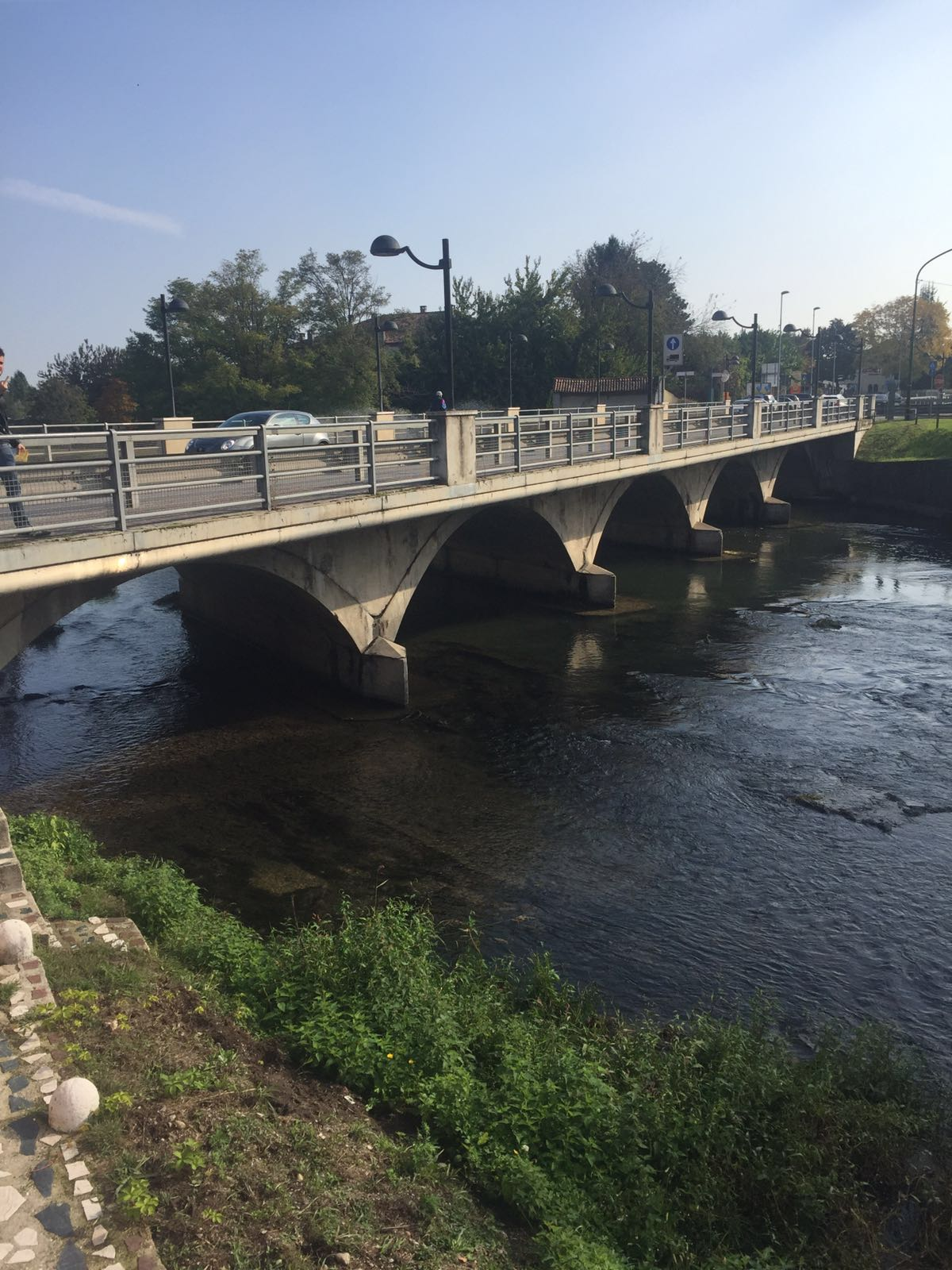
Il ponte di Goito oggi, denominato "Ponte della gloria".

I Cacciatori dal paese si radunarono alla testa del ponte per dare tempo ai loro genieri di ultimare l'opera. I bersaglieri sostenuti dal battaglione di Real Navi si gettarono contro il ponte, ma furono ricevuti da un intenso fuoco di fucileria a cui si unì il tiro di 4 cannoni appostati sulla riva opposta del fiume. Il comandante dei Real Navi, Alli Maccarani, fu ferito alla spalla e il capitano De Bellegarde che lo sostituì fu colpito alla mano destra. Intanto venivano uccisi il tenente dei Real Navi Alberto Wrigt e il tenente Demetrio Galli della Mantica dei bersaglieri. Fra i piemontesi vi fu un momento di esitazione.
A sbloccare la situazione arrivò il generale D'Arvillars alla testa di alcune compagnie del 9º Reggimento; i Cacciatori austriaci ripassarono di corsa il ponte che fu subito fatto saltare. Ma l'esplosione non fu tanto forte da farlo crollare completamente, ne rimase in piedi un parapetto, da una sponda all'altra. Troppo poco per i piemontesi per attraversarlo subito sotto la fucileria nemica.
Iniziò così un tiro contrapposto dalle due rive del Mincio. Fin quando i piemontesi recuperarono alcuni cannoni che cominciarono a battere le case occupate dal nemico.
Intanto alcuni reparti della Brigata “Regina” occupavano Goito dando l'impressione al nemico di voler passare il fiume anche a nord del paese, sicché gli austriaci si adoperarono a impedirne il tentativo, mentre D'Arvillars faceva suonare nella piazza del paese l'inno piemontese. Infine gli austriaci cominciarono a sgomberare le case e le adiacenze del ponte e porsi in ritirata. Erano le 12 e alcuni bersaglieri e soldati dei Real Navi attraversarono arditamente il fiume servendosi del parapetto e sulla sponda opposta riuscirono a impadronirsi di un cannone e di una trentina di prigionieri.
Il combattimento era terminato. Le truppe austriache si raccolsero a Mozzecane mentre circa duecento soldati piemontesi attraversavano ciò che rimaneva del ponte di Goito. Sotto la loro protezione il Genio riadattò il ponte che fu attraversato regolarmente da alcuni battaglioni già tre ore dopo.

## Bilancio

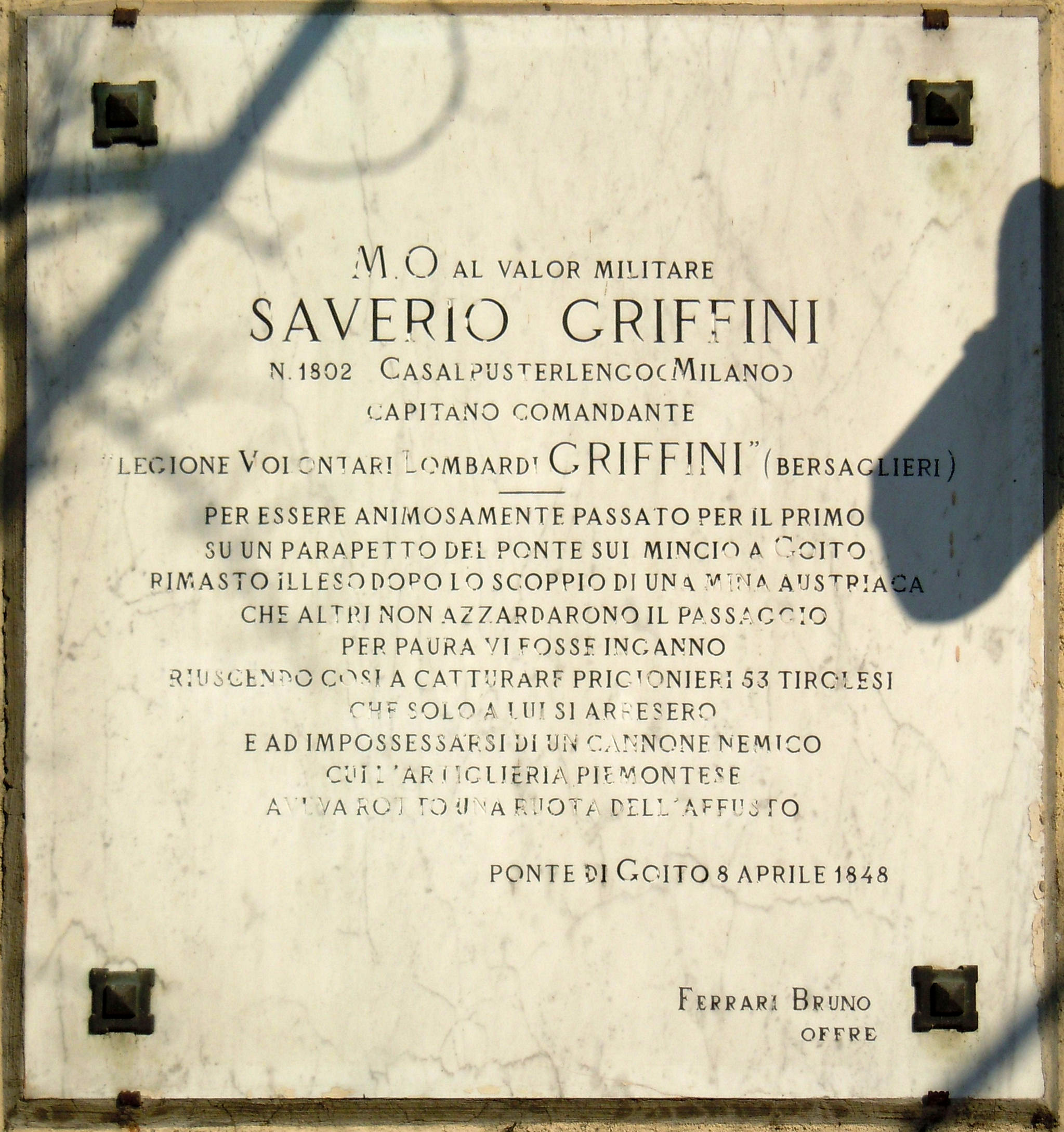
Goito: lapide in ricordo di Saverio Griffini.

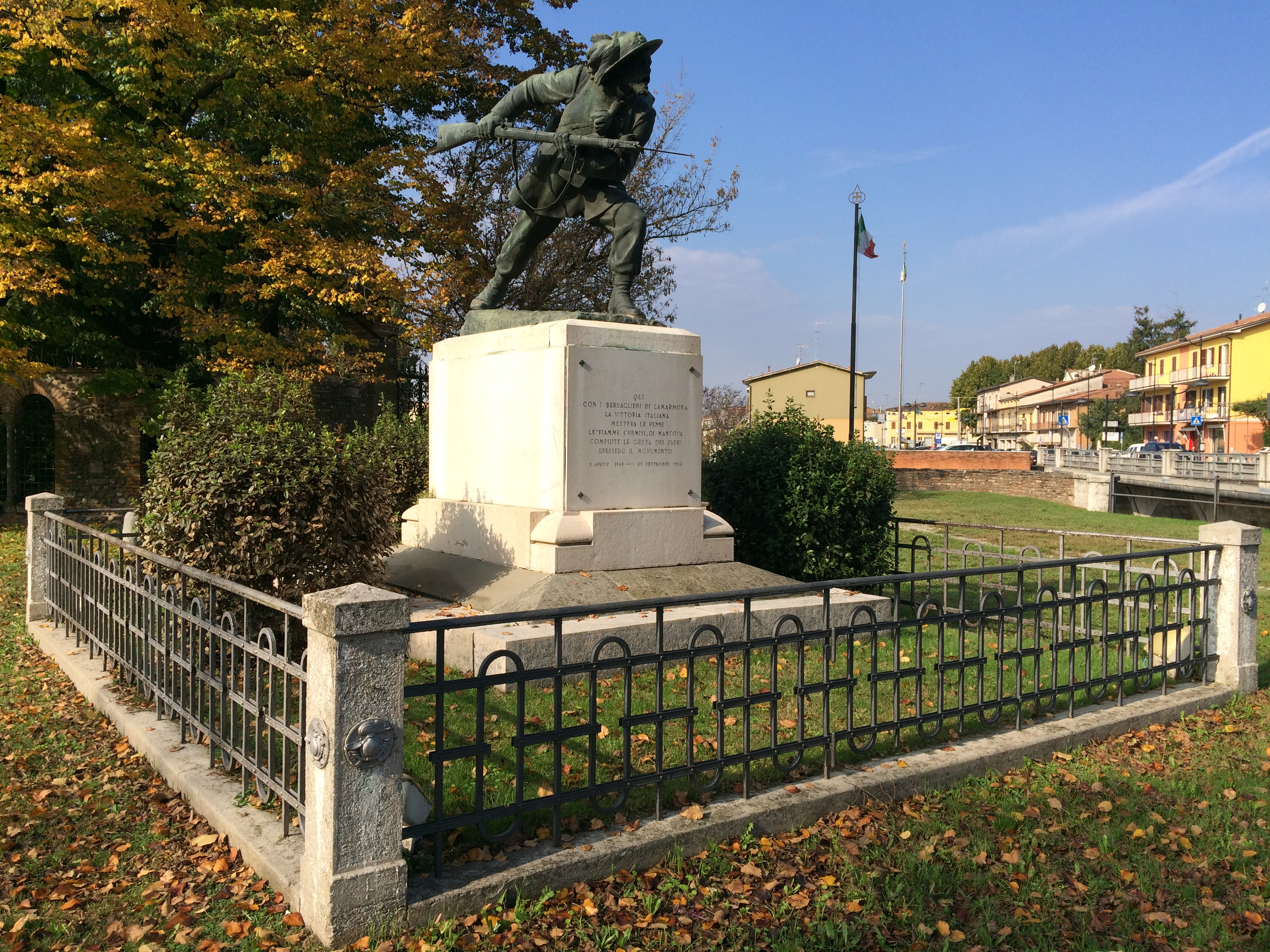
Monumento al Bersagliere a Goito.

Le pressoché contemporanee vittorie a Valeggio e Monzambano portarono in mani piemontesi gli altri fondamentali passaggi sul fiume costringendo gli austriaci a riparare nelle due vicine fortezze del Quadrilatero: Mantova a sud e Peschiera a nord. L'assedio di quest'ultima ebbe inizio il successivo 13 aprile.
Nella battaglia del ponte di Goito i piemontesi persero 48 uomini tra morti e feriti, gli austriaci circa un centinaio, tra morti, feriti e prigionieri. Il combattimento segnò il battesimo del fuoco per il nuovo corpo dei bersaglieri, istituito su proposta di Alessandro La Marmora nel 1836 e che fu l'indubbio protagonista dello scontro. Pochi giorni dopo, infatti, al capitano Saverio Griffini venne assegnata la medaglia d'oro al valor militare, mentre il capitano Giuseppe Muscas fu promosso maggiore sul campo. Anche gli altri ufficiali presenti al combattimento vennero promossi di grado e il colonnello Alessandro La Marmora fu decorato con la Commenda mauriziana.

## Influenza culturale
La prima battaglia della prima guerra d'indipendenza, che fu anche la prima vittoria piemontese e la prima battaglia a cui presero parte i bersaglieri, portò inevitabilmente nella storiografia risorgimentale un'aura di leggenda che esagerò le gesta dei vincitori.
Non ci fu infatti, come si divulgò, nessun passaggio del ponte sotto il fuoco nemico, ma una volta che gli austriaci sgomberarono le adiacenze del ponte sulla sponda sinistra del Mincio, diversi soldati e ufficiali passarono il fiume sopra l'angusto parapetto. Tuttavia la memoria del passaggio sotto il fuoco nemico era così diffusa che anche le litografie dell'epoca ne tennero conto, rappresentando in alcuni casi perfino il passaggio della cavalleria del Regno di Sardegna alla carica.